# Katana Engine
Katana Engine (anteriormente conhecido como KTGL (Koei Tecmo Game Library) é um motor de jogo desenvolvido pela Koei Tecmo. Ele tem sido usado para o desenvolvimento de vários jogos da empresa, como Wild Hearts e Rise of the Rōnin.

## Características

Captura de tela do editor de material do Katana Engine

Katana Engine suporta recursos 3D modernos, como geração automática de LOD e simulação de fluidos. Ele possui um sistema de ambiente mundial integrado que altera automaticamente a iluminação com base na hora do dia, latitude e longitude e suporta várias condições climáticas, como chuva, sol, neve, etc. O sistema ambiental também pode ser usado para ditar o som ambiente. O mecanismo usa sombras suaves mais próximas em porcentagem junto com um sistema de sonda de reflexão proprietário para suas sombras. Ele também inclui um editor de material baseado em física, bem como um sistema de posicionamento de folhagem procedural. Além dos parâmetros baseados em física, os materiais contêm outros parâmetros que afetam sua aparência; por exemplo, um material pode ser configurado para aceitar um parâmetro que permite que ele fique empoeirado dependendo do ambiente local. O motor suporta Microsoft Windows, Xbox Series X/S e PlayStation 5.

## História
O desenvolvimento do Katana Engine começou no início dos anos 2000 como uma coleção de ferramentas de produção individuais. A partir da década de 2010, ele começou a se desenvolver em um mecanismo completo e, desde então, cresceu em uso internamente. O presidente da Koei Tecmo Games, Hisashi Koinuma, afirmou que as vantagens de desenvolver um mecanismo de jogo interno incluem atrair programadores talentosos e ser capaz de entender todo o processo de desenvolvimento do jogo de forma mais completa, como entender como as características do hardware afetam o desenvolvimento do jogo.
O diretor Ryota Matsushita afirmou que o motor é atualizado com novos recursos para cada novo jogo que o utiliza. Por exemplo, o sombreamento 2D de personagens 3D foi melhorado para o lançamento de Fate/Samurai Remnant.
Yasunori Sakuda, produtor de Venus Vacation Prism: Dead or Alive Xtreme, disse que o Katana Engine substituirá o Yawaraka Engine usado em jogos anteriores da série devido a recursos como seu sistema de ambiente superior; os desenvolvedores não conseguiram implementar chuva em Dead or Alive Xtreme Venus Vacation devido a restrições do motor.

## Jogos
Esta lista inclui apenas jogos que foram confirmados para usar o Katana Engine.
| Título                                     | Data de lançamento      | Ref    |
| ------------------------------------------ | ----------------------- | ------ |
| Dynasty Warriors 9                         | 28 de fevereiro de 2018 | [ 9 ]  |
| Dynasty Warriors: Origins                  | 17 de janeiro de 2025   | [ 10 ] |
| Fate/Samurai Remnant                       | 28 de setembro de 2023  | [ 8 ]  |
| Fire Emblem Warriors: Three Hopes          | 24 de julho de 2022     | [ 11 ] |
| Rise of the Rōnin                          | 22 de março de 2024     | [ 3 ]  |
| Samurai Warriors 5                         | 24 de junho de 2021     | [ 8 ]  |
| Venus Vacation Prism: Dead or Alive Xtreme | 27 de março de 2025     | [ 9 ]  |
| Wild Hearts                                | 17 de fevereiro de 2023 | [ 12 ] |
| Wo Long: Fallen Dynasty                    | 3 de março de 2023      | [ 9 ]  |

## Ver Também
- Categoria:Jogos Katana Engine